# Henri Fugère
Henri Fugère (* 1872 in Saint-Mandé, Frankreich; † 1944 in Paris, Frankreich) war ein französischer Bildhauer und Medaillengraveur.

## Leben
Fugère studierte Bildhauerei an der École des Beaux-Arts in Paris bei Jules Cavalier, Louis-Ernest Barrias und Denys Puech. 
Fugère wandte sich überwiegend dem Stil des Art déco zu und spezialisierte sich zunächst auf spielerische Bronzen von idealisierten Schönheiten wie bei seiner Figur Salome. Andere Werke zeigen realistische Darstellung von Soldaten oder Arbeitern. Für seine chryselephantinen Arbeiten benutzte er Materialien wie Bronze, Elfenbein und Stein. Er war auch als Medaillengraveur tätig.
Von 1893 stellte er regelmäßig auf den Salons der Société des Artistes Français aus, zu deren stellvertretenden Vorsitzenden er schließlich gewählt wurde. 1927 erhielt er ein mention honourable.

## Werke (Auswahl)
- Triomphe du Genie
- Danseuse
- Coquille l'Effort
- Pro Aris et Focis
- La Paix protège l'Avenir
- Bailarina
- Vase Vigne, L'escargot
- Dominator
- La Pensée
- Bébé tapin